# Willa „Pod Jedlami”
Willa „Pod Jedlami”, in. dom „Pod Jedlami” – willa w stylu zakopiańskim w Zakopanem (ul. Koziniec 1) według projektu Stanisława Witkiewicza. Rok budowy 1897, inwestor Jan Gwalbert Pawlikowski, budorze: Zapotoczny i Obrochta.

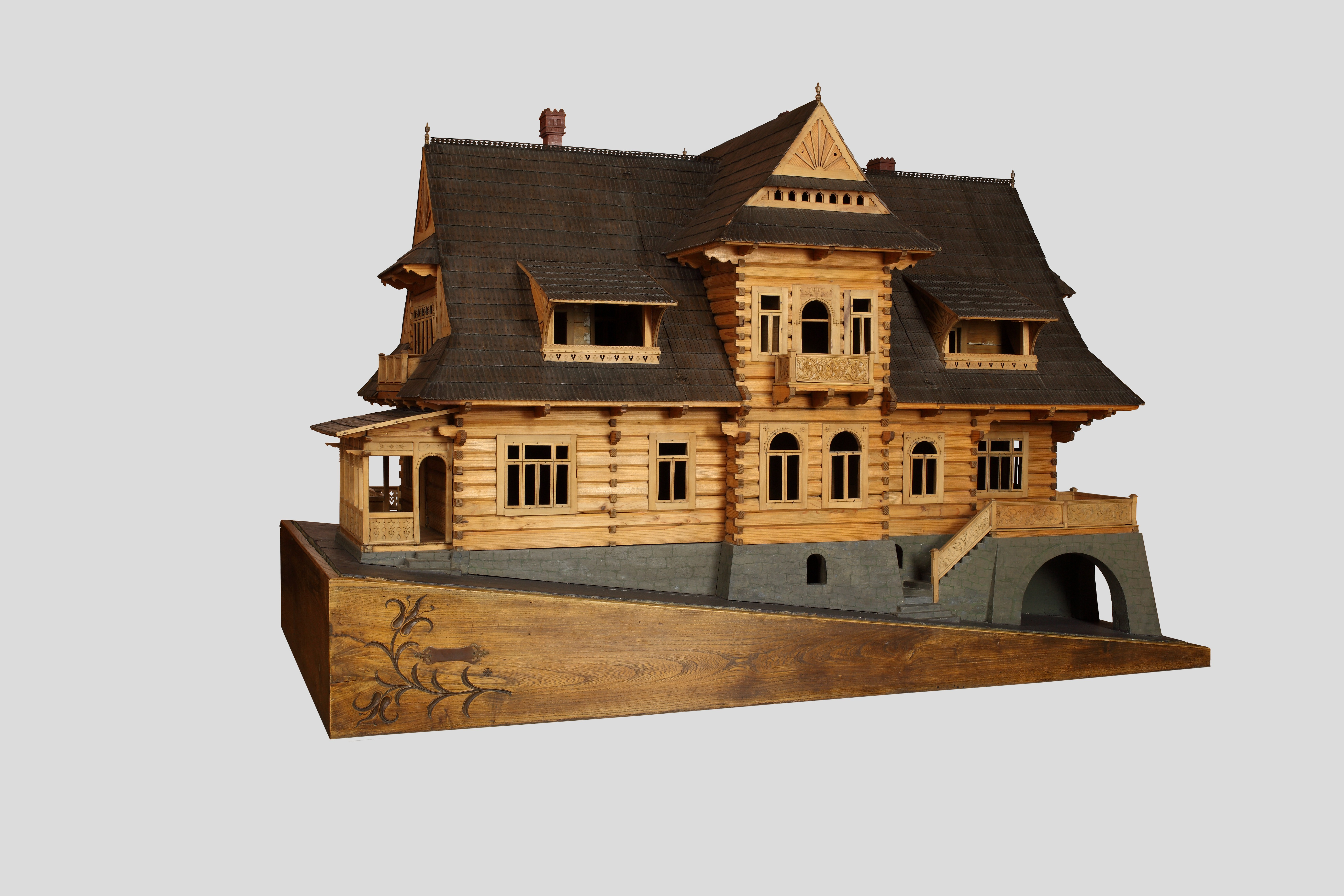
Makieta willi "Pod Jedlami"

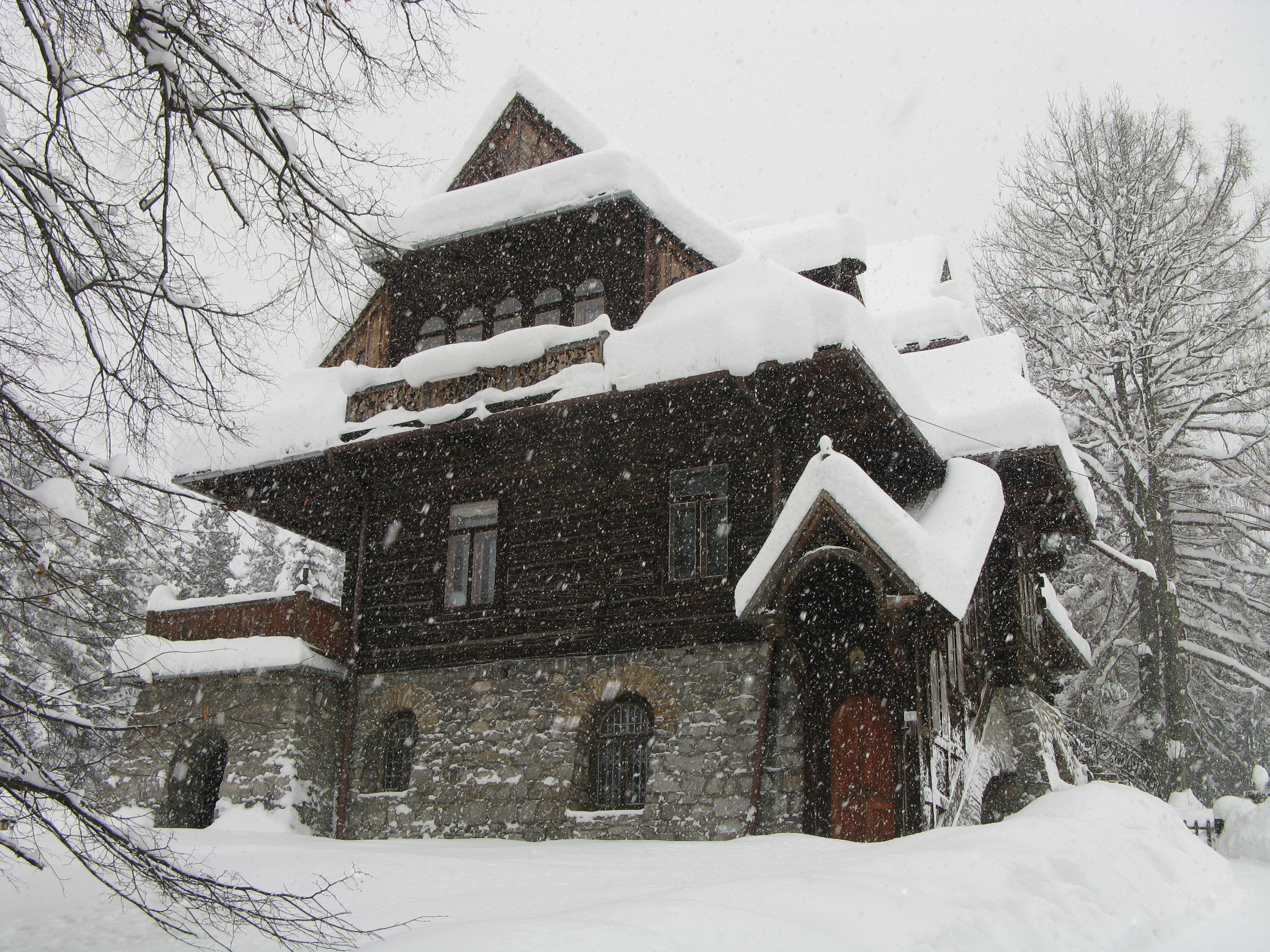
Willa pod Jedlami w lutym 2009

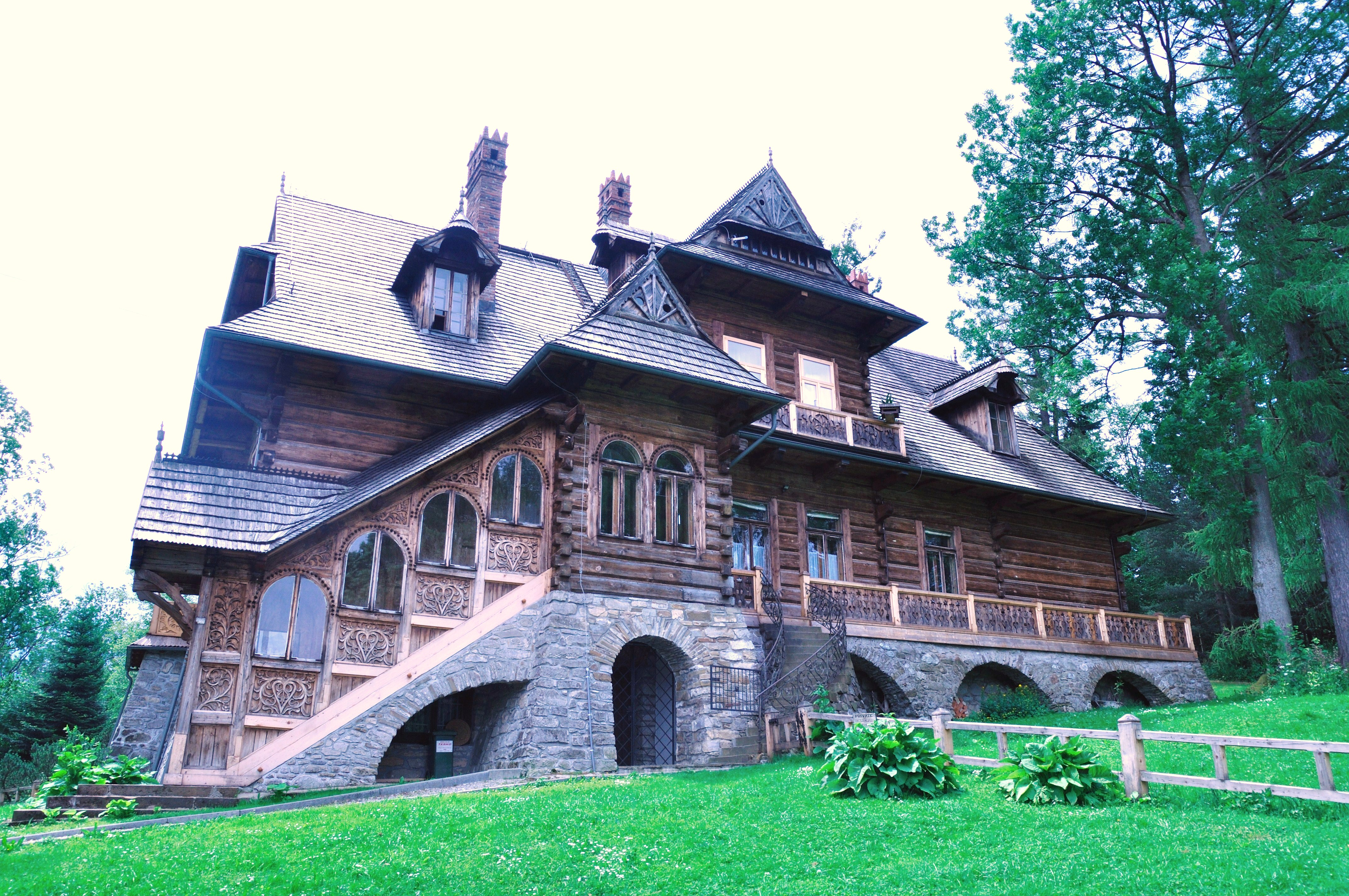
Willa pod Jedlami, strona północna

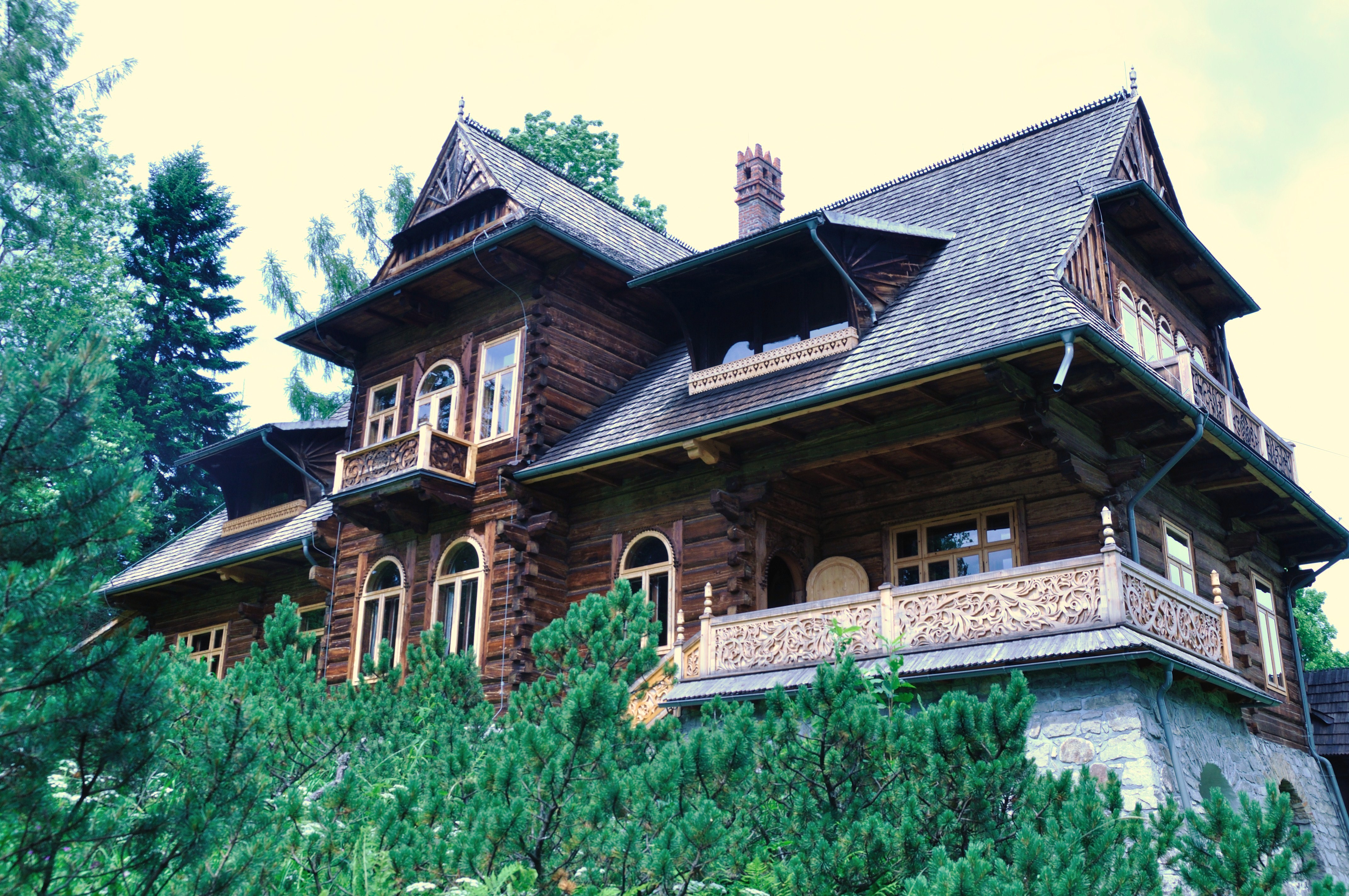
Willa pod Jedlami, strona południowa

Nazwa Pod Jedlami pochodzi od jodeł rosnących kiedyś w ogrodzie.
Willa zbudowana została dla rodziny Pawlikowskich i nadal pozostaje w rękach tejże rodziny. Powstała w 1897 roku na wzgórzu Koziniec niedaleko dzielnicy Bystre. Miejsce pod budowę wybrał sam architekt. Budynek uchodzi za najpełniejszą realizację stylu Witkiewicza. Uwagę zwracają: solidna kamienna podmurówka sięgająca w najwyższym miejscu 4 metrów, rzeźbione elementy konstrukcji (np. rysie, balustrady), skrywająca schody (północna strona) weranda czy przyłap od strony południowej. W środku zachowane zabytkowe wnętrza ozdobione góralską ornamentyką, oryginalne meble w stylu zakopiańskim, malowidła i dzieła sztuki.
W Willi mieszkała i tworzyła poetka Maria Pawlikowska-Jasnorzewska (wówczas żona Jana Gwalberta Henryka Pawlikowskiego). Bywała tu także jej siostra – Magdalena Samozwaniec.
Willa otoczona wiekowymi limbami, cisami, modrzewiami. Rośnie tu także okazała lipa. W zachodniej części ogrodu stoi zabytkowa studnia, także projektu Witkiewicza. Znajduje się tu również dawny budynek gospodarczy zwany Domkiem pod Jasieniami. Od 1972 roku mieszkali w nim Zofia i Witold Paryscy, wybitni znawcy Tatr. Tu też mieściła się ich słynna biblioteka i archiwum (po śmierci przekazane TPN).
Zwiedzanie możliwe jest tylko z zewnątrz.